# Atrypanius scitulus
Atrypanius scitulus là một loài bọ cánh cứng trong họ Cerambycidae.